# De Brouchoven de Bergeyck
Het huis de Brouchoven de Bergeyck is een Belgische adellijke geslacht dat de titel van graaf voert. Ze zijn gekend in de streek van Beveren (Waas), waar hun voormalig familiekasteel staat.

## Oorsprong
De familie de Brouchoven de Bergeyck behoorde tot de adelstand sinds het begin van de 17de eeuw. De zes broers Van Brouchoven (ook Van Broeckhoven), afstammelingen van het adellijke geslacht Van Rode afkomstig uit 's-Hertogenbosch, werden in 1607 in de adel van het Heilige Roomse Rijk opgenomen, wat in 1620 werd bevestigd en rechtsgeldig gemaakt in de Nederlanden door de aartshertogen Albrecht en Isabella. 
Jan-Baptist van Brouchoven (1619-1681) onderscheidde zich onder meer door zijn liefdesrelatie en latere huwelijk met Hélène Fourment (1614-1673), de jonge weduwe van Peter Paul Rubens (1577-1640). Brouchoven werd raadsheer bij de Hoge Raad der Spaanse Nederlanden, de Consejo de Flandes in Madrid. In 1665 werd hij baron en in 1676 graaf van Bergeyck. Zijn zoon, Jan van Brouchoven van Bergeyck (1644-1725) werd de beroemdste Van Brouchoven. Eerst als raadsheer, thesaurier-generaal en minister van Landsverdediging en Financiën en ten slotte als feitelijk stadhouder der Spaanse Nederlanden.

## 19de eeuw
Nadat de Franse Revolutie de adel had afgeschaft, werd dit voor de meeste families weer goed gemaakt door het herstel van de adellijke status onder het Verenigd Koninkrijk der Nederlanden. Niet echter voor de Bergeycks, die geen aanvraag tot adelserkenning indienden. Ze werden hoe dan ook gewoonlijk als 'graaf de Bergeyck' aangesproken, het predicaat 'van Brouchoven' toen weinig erbij voegend.
Het is pas in 1877 dat  Florimond een herstel van de adellijke status aanvroeg en verkreeg, in 1898 aangevuld met de toekenning van de grafelijke titel aan alle mannelijke afstammelingen. Het is duidelijk dat men de officiële erkenning vanwege de Nederlandse of later de Belgische overheid lange tijd niet nodig achtte om verder als adellijke familie te leven en door de samenleving erkend te worden. Het statige kasteel 'Cortewalle' in Beveren-Waas en het stadspaleis op de Meir van Antwerpen ondersteunden de reputatie van de Bergeycks.

## Bekendste familieleden en genealogie
- Gerard van Broeckhoven(1580-1638), eerste heer van Bergeijk (1626)
  - Jan-Baptist van Brouchoven (1619-1681), heer van Bergeijk, vervolgens baron (1665), vervolgens graaf (1676)
    - Jan van Brouchoven (1644-1725), tweede graaf van Bergeyck
      - Nicolas Joseph van Brouchoven (1691-1765), zoon van voorgaande
        - Pierre Philippe van Brouchoven (1729-1807), zoon van voorgaande
          - Charles François van Brouchoven (1766-1811), zoon van voorgaande
            - Charles Josephus de Brouchoven de Bergeyck (1801-1875), lid van het Nationaal Congres (België),zoon van voorgaande
            - Louis André de Bergeyck (1805-1868), broer van voorgaande
              - Florimond de Brouchoven de Bergeyck (1839-1908), zoon van Louis-André en schoonzoon van Charles Josephus
                - Louis de Brouchoven de Bergeyck (1871-1938), zoon van voorgaande